# Titus Bramble
Titus Malachi Bramble (ur. 31 lipca 1981 w Ipswich) – angielski piłkarz występujący na pozycji obrońcy.
Bramble pochodzi z Ipswich i swoją karierę rozpoczynał w miejscowym zespole Ipswich Town, w której od roku 1996 występował w juniorskim zespole. Dwa lata później został włączony do pierwszej drużyny. W grudniu 1999 roku został wypożyczony do Colchester United, w którym rozegrał dwa spotkania. W Ipswich Bramble występował do roku 2002, po czym przeszedł do Newcastle United. W drużynie tej Bramble był podstawowym zawodnikiem i w trakcie pięciu lat wystąpił w ponad 100 ligowych spotkaniach. W roku 2007 podpisał kontrakt z Wigan Athletic. Potem przeniósł się do Sunderlandu.
W latach 2000–2002 Bramble zaliczył 10 występów w reprezentacji Anglii do lat 21.